# 7,92×57 mm Mauser
A 7,92×57 mm Mauser német fejlesztésű hornyolt hüvelyű, központi gyújtású katonai puskatöltény, melyet a Német Birodalomban vezettek be 1905-ben és a német haderő alaptölténye lett a két világháború alatt. Típusjelölésében az I a német Infanterie („gyalogsági”), az S pedig a Spitz („csúcsos”), utalva a lövedék kiképzésére. Létezik megnövelt hüvelytalp-átmérőjű változata, melyet IRS-sel jelölnek (R – rimmed, azaz „peremes”).
A tölténytípus az 1888-ban szintén Németországban bevezetett M/88 8×57 I (I mint Infanterie) típuson alapul, melyet a Gewehr 1888 puskával állítottak hadrendbe. Ezt a német Gewehr-Prüfungskommission (G.P.K.) tervezte, amit később az összes Mauser-tolózáras puska, géppuska és más puska alkalmazott.
Az M/88 típust Európában a C.I.P. leírása alapján 8×57 I-nek nevezik. Az 1905-ben bevezetett típust Európában 8×57 IS-ként, az USA-ban 8mm Mauser, vagy a szintén amerikai SAAMI leírása alapján 8×57mm. A széles körben alkalmazott  Gewehr 98 és a Karabiner 98k hadipuskákat tervező és gyártó nyomán a Mauser ragadványnévként szerepel, noha a tölténytípus kifejlesztésében a Mausernek nem volt szerepe. Néhány helyen 8×57 JS/JRS-ként is megtalálható, ez azonban főként az angol nyelvterületen jelentkezett, az I és a J felcseréléséről van szó. Napjainkban is kedvelt nagyvadas, „mindenes” kaliber, gyakran magyar szövegkörnyezetben is 8×57 JS/JRS-ként találkozhatunk vele.